# Rudina (Stari Grad)
La localidad de Rudina es una aldea de Croacia y su respectivo ejido, perteneciente al distrito de Stari Grad, condado de Split-Dalmacia.

## Geografía
Se encuentra a una altitud de 85 m s. n. m. a 459 km de la capital nacional, Zagreb.

## Demografía
En el censo 2011 el total de población de la localidad fue de 70 habitantes.
| Gráfica de población de Rudina 1857-2011                            |
|                                                                     |
| Según los censos de población de la oficina estadística de Croacia. |